# Ante Biankini
Ante Biankini (Stari Grad, 31. kolovoza 1860. – Chicago, 9. veljače 1934.), hrvatski liječnik i političar. Brat je hrvatskog političara Jurja Biankinija i poznatog hrvatskog agronoma Petra Luke Biankinija.
Djelovao je u Starom Gradu, a od 1898. godine u Chicagu kao suradnik znamenita kirurga J. B. Murphyja te je bio docent kirurgije na sveučilištu Sveučilište Nordwestern. 
Bavio se i političkom djelatnošću među našim iseljenicima zalažući se za oslobođenje i ujedinjenje južnoslavenskih naroda. Bio je i predsjednik Jugoslavenskog odbora u SAD-u u Chicagu, a u Chicagu je izdavao listove Hrvatska zastava i Jugoslavenska zastava".